# Osman Baba
Otman Baba (v. 1378-8 Receb 1478) est un derviche du XVe siècle qui a voyagé dans tout l'Empire ottoman.  À partir de 1445, il gagne de nombreux partisans parmi les musulmans hétérodoxes en Bulgarie qui le vénèrent comme un saint.

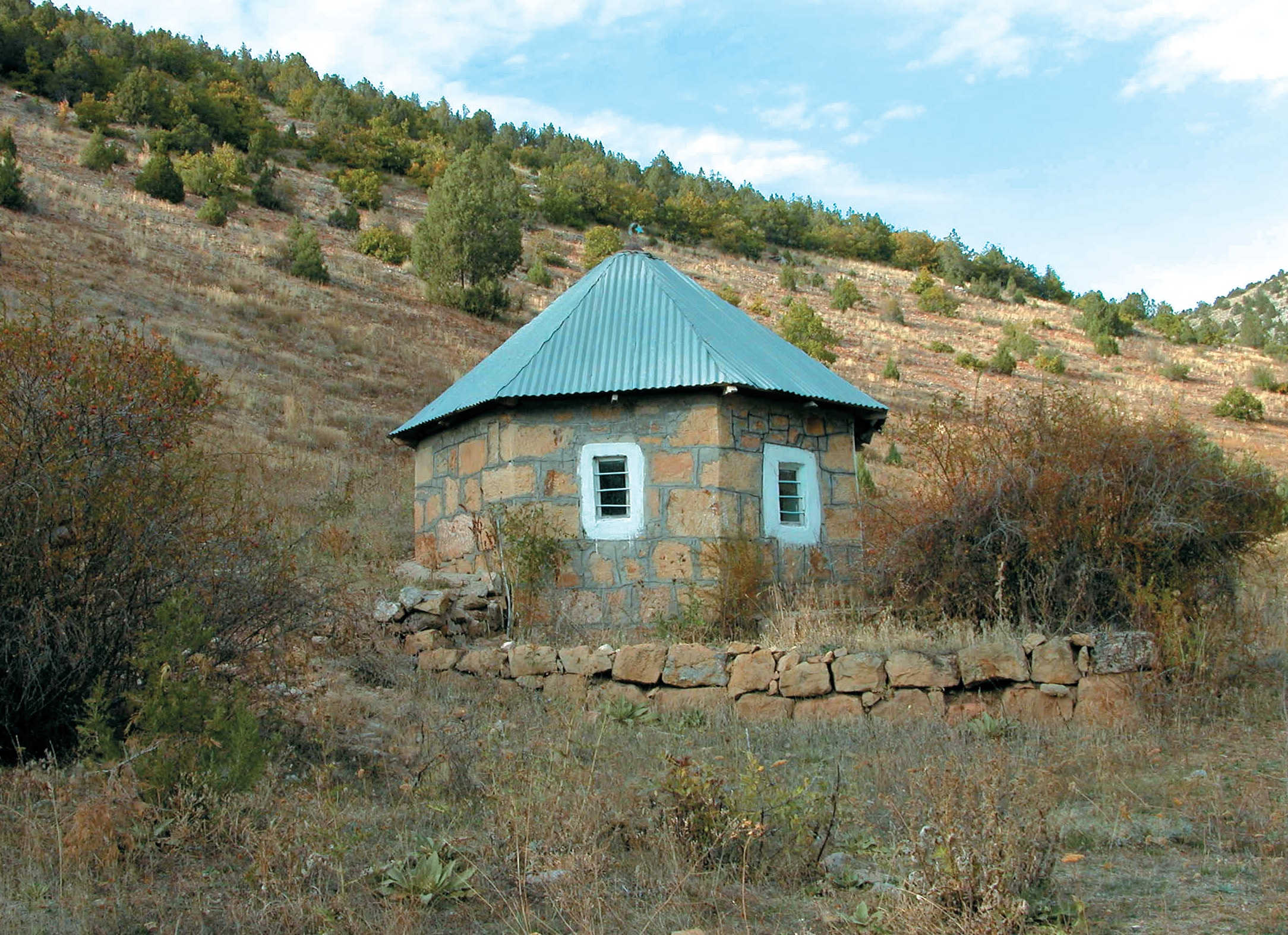
Tombe d'Osman Baba, Teketo (Bulgarie)

Sa tombe dans l'actuel village bulgare de Teketo (en) devint un site de pèlerinage pour des musulmans hétérodoxes, et un musée pendant la période communiste.  
L'hagiographie écrite par son disciple Abdal Küçük est considérée par ses partisans comme un texte canonique. Elle soutient que Otman Baba faisait des miracles qui ont démontré sa valeur aux autres derviches et aux autorités ottomanes, notamment le sultan Mehmed II. S’écartant des principes islamiques orthodoxes, Otman Baba a affirmé son unité avec Dieu et sa connaissance de secrets divins, à la suite de figures religieuses monothéistes telles que Mahomet, Jésus et Moïse. 